# Cellana mazatlandica
Cellana mazatlandica is een slakkensoort uit de familie van de Nacellidae. De wetenschappelijke naam van de soort is voor het eerst geldig gepubliceerd in 1839 door G.B. Sowerby I.